# Schenkia sebaeoides
Schenkia sebaeoides är en gentianaväxtart som beskrevs av August Heinrich Rudolf Grisebach. Schenkia sebaeoides ingår i släktet Schenkia och familjen gentianaväxter. Inga underarter finns listade i Catalogue of Life.